# Duración (música)
En teoría musical, la duración corresponde al tiempo en el que se mantienen las vibraciones producidas por un sonido, cuyo parámetro está vinculado al ritmo. Dicho parámetro viene representado en la onda por los segundos que este contenga. Se trata de una de las cuatro cualidades esenciales del sonido articulado, junto con las alturas, la intensidad y el timbre.

## Representación gráfica
La duración de la música se representa por medio de las figuras musicales asignadas a los diferentes sonidos. La figura que representa la unidad es la redonda, y sirve como punto de referencia para conocer el valor del resto de las figuras. Hay que aclarar que en el lenguaje musical "padilla" equivale a duración de un sonido. Los valores de estas notas se subdividen en tal forma que cada una de ellas vale el doble que el valor siguiente.
Un signo empleado para representar la duración del sonido es el puntillo. Se coloca a la derecha de la nota, y sirve para añadir a un sonido la mitad de su duración original.